# 福田陸太郎
福田 陸太郎（ふくだ りくたろう、1916年2月9日 - 2006年2月4日）は、日本の英米文学者、比較文学者、詩人、東京教育大学名誉教授。紫綬褒章・勲三等旭日中綬章受章。追叙従四位。

## 経歴
1916年、石川県羽咋市生まれ。1940年、東京文理科大学英文科を卒業した。
卒業後は東京高等師範学校に勤務。太平洋戦争後の1947年、東京教育大学助教授に就任した。のち教授に昇任。1948年には、太田三郎、中島健蔵らと共に日本比較文学会を創立。1949年から3年間ソルボンヌ大学に研究留学。1961年からはフルブライト交換教授として1年間米国の諸大学に派遣された。1977年に東京教育大学を定年退官し、名誉教授となった。同年には、自身も設立メンバーであった日本比較文学会の2代目会長となった。
東京教育大学退任後は日本女子大学教授として教鞭をとり、1984年からは大妻女子大学教授をつとめた。また、共栄学園短期大学学長、理事をつとめ、東京成徳短期大学教授。語学教育研究所第6代所長を務めた。

## 受賞・栄典
- 1969年：『ホイットマン詩集』で、1974年にバーナード・リーチの翻訳で日本翻訳出版文化賞受賞。
- 1981年：紫綬褒章を受章。
- 1988年：勲三等旭日中綬章を受章。
- 2006年：歿時に、叙・従四位。

## 研究内容・業績
- 専門は英米文学の比較文学的研究で、その著作は『福田陸太郎著作集』全7巻にまとめられている。
- 自身も日本未来派に属する詩人であり、詩集も刊行している。

## 著書
- 『アメリカの良識』（古今書院） 1947
- 『誰にも分かる英語図解読本』（大修館書店） 1949
- 『アメリカ文学の肖像』（三省堂出版） 1949
- 『欧洲風光 詩集』（国文社） 1955
- 『遠い国近い人 欧米作家の横顔』（大修館書店） 1962
- 『西洋の影の中で 比較文学論考』（ELEC出版部） 1972
- 『文学と風土』（開拓社） 1980
- 『比較文学の諸相』（大修館書店） 1980
- 『東西相触れるとき 文学的回想』（永田書房） 1987
- 『さまざまな出会い 対談・鼎談・会見記』（中教出版） 1987
- 『福田陸太郎著作集』全7巻 （沖積舎） 1998 - 1999

1. 「比較文学」
2. 「イギリス文学」
3. 「アメリカ文学」
4. 「詩と詩論」
5. 「随筆・紀行」
6. 「講演・対談」
7. 「英語文化・年譜」

- 『福田陸太郎詩集』（土曜美術社出版販売、日本現代詩文庫107） 2001

### 翻訳
- 『オリヴィア』（オリヴィア、新潮文庫） 1951
- 『比較文学』（マリウス＝フランソワ・ギュイヤール、白水社、文庫クセジュ） 1953
のち新版
- 『肉体』（ウイリアム・サンソム、新潮社） 1955
- 『詩と詩論』（カール・シャピロ、国文社） 1957
- 『遠征』（サン＝ジョン・ペルス、昭森社） 1957
- 『ニコラス街の鍵』（スタンリイ・エリン、早川書房） 1957
- 『吸殻とパナマ帽』（ジョン・ロード、東京創元社） 1958
- 『ラッキー・ジム』（キングズレー・エイミス、三笠書房） 1958
- 『判事に保釈なし』（ヘンリイ・セシル、早川書房） 1958
- 『イギリス文学史』（J・B・ウイルソン、繁尾久共訳、ダヴィッド社） 1959：アンソニー・バージェスの筆名
- 『現代詩の領域』（アレン・テイト、南雲堂） 1960
- 『検札官』（ウイリアム・サンソム、浜本武雄共訳、英宝社） 1961
- 『移動祝祭日』（ヘミングウェイ、三笠書房） 1964
のち「ヘミングウェイ全集」（岩波同時代ライブラリー） 1990
のち文庫（土曜社） 2016：限定出版
- 『シートン動物記』（アーネスト・シートン、ポプラ社） 1967
- 『荒地』（T・S・エリオット、森山泰夫共訳注、大修館書店） 1967
- 『シェイクスピア物語』（チャールズ・ラム / メアリ・ラム、ポプラ社） 1968
- 『黒い手帖』（ロレンス・ダレル、山田良成共訳、二見書房） 1968
- 『スペンダー評論集』（スティーヴン・スペンダー、徳永暢三共訳、英潮社） 1968
- 『ホイットマン詩集』（ホイットマン、三笠書房） 1968
- 『バーナード・リーチ詩画集』（バーナード・リーチ、五月書房） 1974
- 『ヘミングウェイ』（S・サンダースン、小林祐二共訳、清水弘文堂） 1979
- 『東と西を超えて 自伝的回想』（バーナード・リーチ、日本経済新聞社） 1982
- 『比較文学』（イヴ・シュヴレル、白水社、文庫クセジュ） 2001

## 参考
- 福田陸太郎教授年譜 「日本女子大学英米文学研究」1984 - 2003